# Heath (zenész)
Morie Hirosi (森江 博; Hepburn: Hiroshi Morie; Amagaszaki, 1968. január 22. – 2023. október 29.), ismert művésznevén Heath, japán zenész, dalszerző és énekes, az X Japan heavy metalegyüttes basszusgitárosa. 1992-ben csatlakozott az együtteshez, Taiji kilépését követően.
Az X Japan 1997-es feloszlását követően szólóelőadóként folytatta, majd 2000-ben létrehozta a Dope HEADz együttest az X Japan gitárosával, Patával és a Spread Beaver dobosával, I.N.A.-val közösen. 2002-től az együttes inaktív volt. Heath 2007 után ismét az X Japannel zenélt.
Művészneve a becenevéből alakult ki, ami a Hi-csan, és 1986 előttről származik.

## Élete és pályafutása

### 1986–2006: Kezdetek, X Japan, szólókarrier

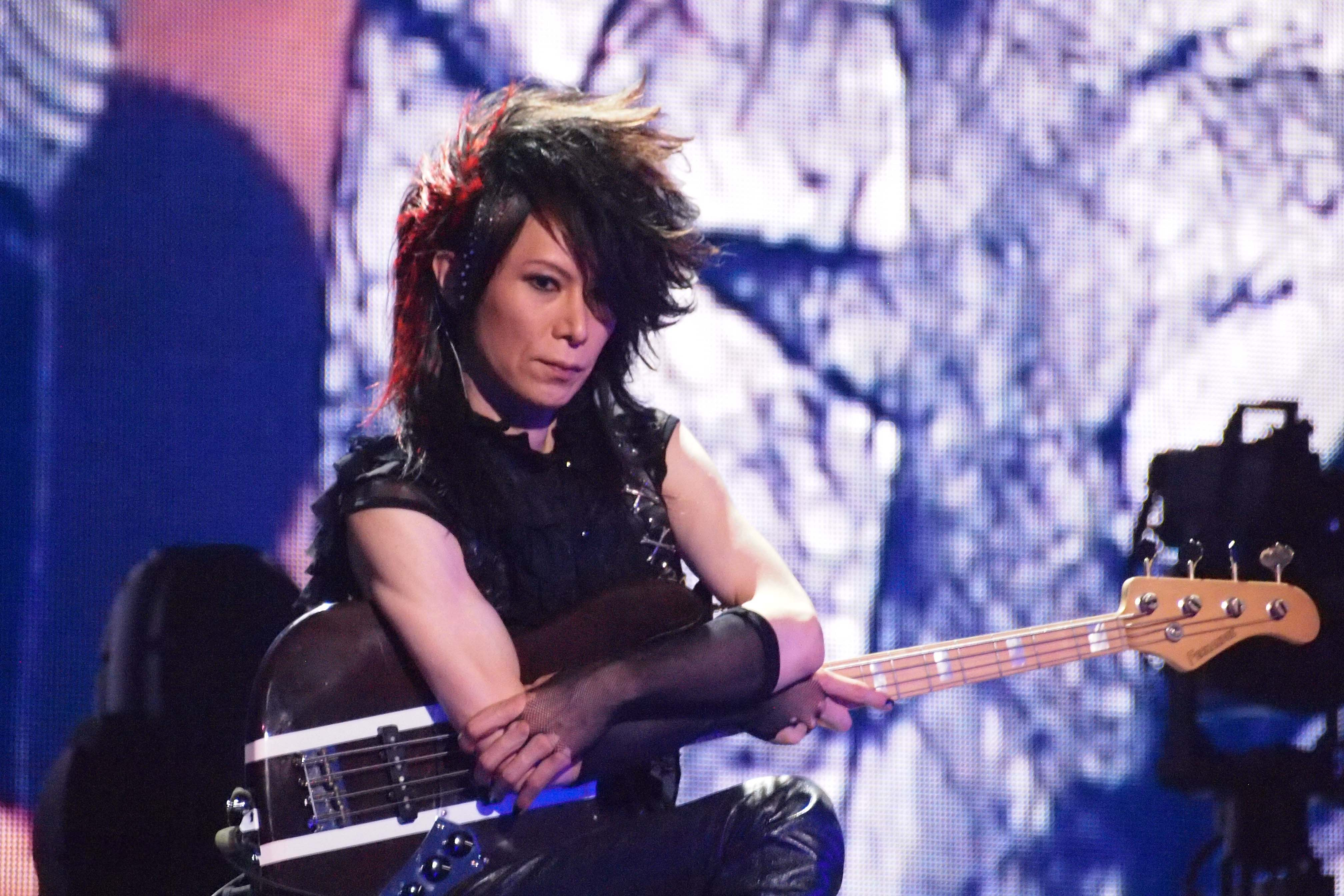
Heath a Madison Square Gardenben 2014-ben az X Japannel.

Heath első, névről ismert együttese a Paranoia volt 1986-ban, ahol basszusgitárosként játszott. 1987-ben egyetlen lemezt adtak ki, majd feloszlottak. 1988-ban egy rövid ideig a Sweet Beet együttes énekese volt. 1990-ben Tokióba költözött, ahol egy közös ismerősük bemutatta hidének, az X együttes szólógitárosának. Heath ekkor látta az X-et először élő fellépésen a Nippon Budókan csarnokban, és nagy benyomást tettek rá.
1991-ben részt vett az X Japan alapítójának, Yoshikinek a kiadója, az Extasy Records által szervezett Extasy Summit fesztiválon. Áprilisban a Sweet Death nevű együttes tagja lett, de nem sokkal később hide felkérte, hogy csatlakozzon az X-hez. Taiji kiválása után basszusgitáros nélkül maradtak és egy közös próbát követően az X tagjai úgy döntöttek, Heatht kérik fel a feladatra.
1992. augusztus 24-én, a New York-i Rockefeller Centerben tartott sajtótájékoztatón jelentették be hivatalosan Heath csatlakozását az együtteshez. Az 1992-es Extasy Summiton játszott először az X Japannel, és az Art of Life című, egyetlen, 29 perces dalból álló, toplistás lemezükön működött közre először. Az együttes 1997. december 31-én, a Tokyo Dome-ban adta utolsó arénakoncertjét.
Heath még 1995-ben adta ki első szólólemezét Heath címmel, a második pedig 1998-ban jelent meg, Gang Age Cubist címen. Patával először a Tribute Spirits című hide-emlékalbumon működtek együtt, hide turnézenekarának, a Spread Beavernek az egyik tagjával, I.N.A.-val. Ők hárman később létrehozták a Dope HEADz együttest, mely 2002-ig volt aktív. Heath folytatta szólókarrierjét, 2004-ben létrehozta a Lynx együttest, de kiadványuk nem született.

### Újra az X Japannel

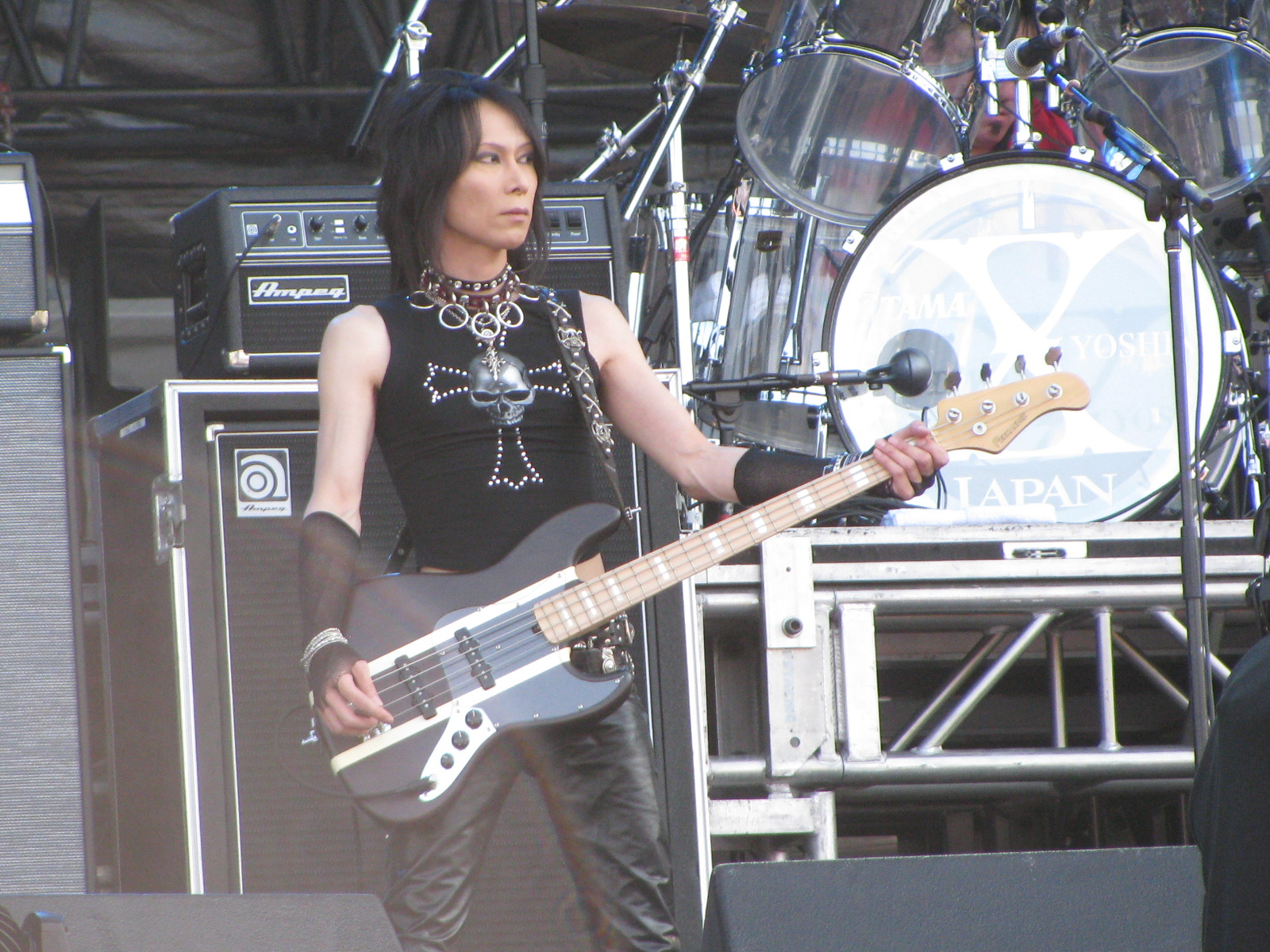
Heath a 2010-es Lollapalooza fesztiválon

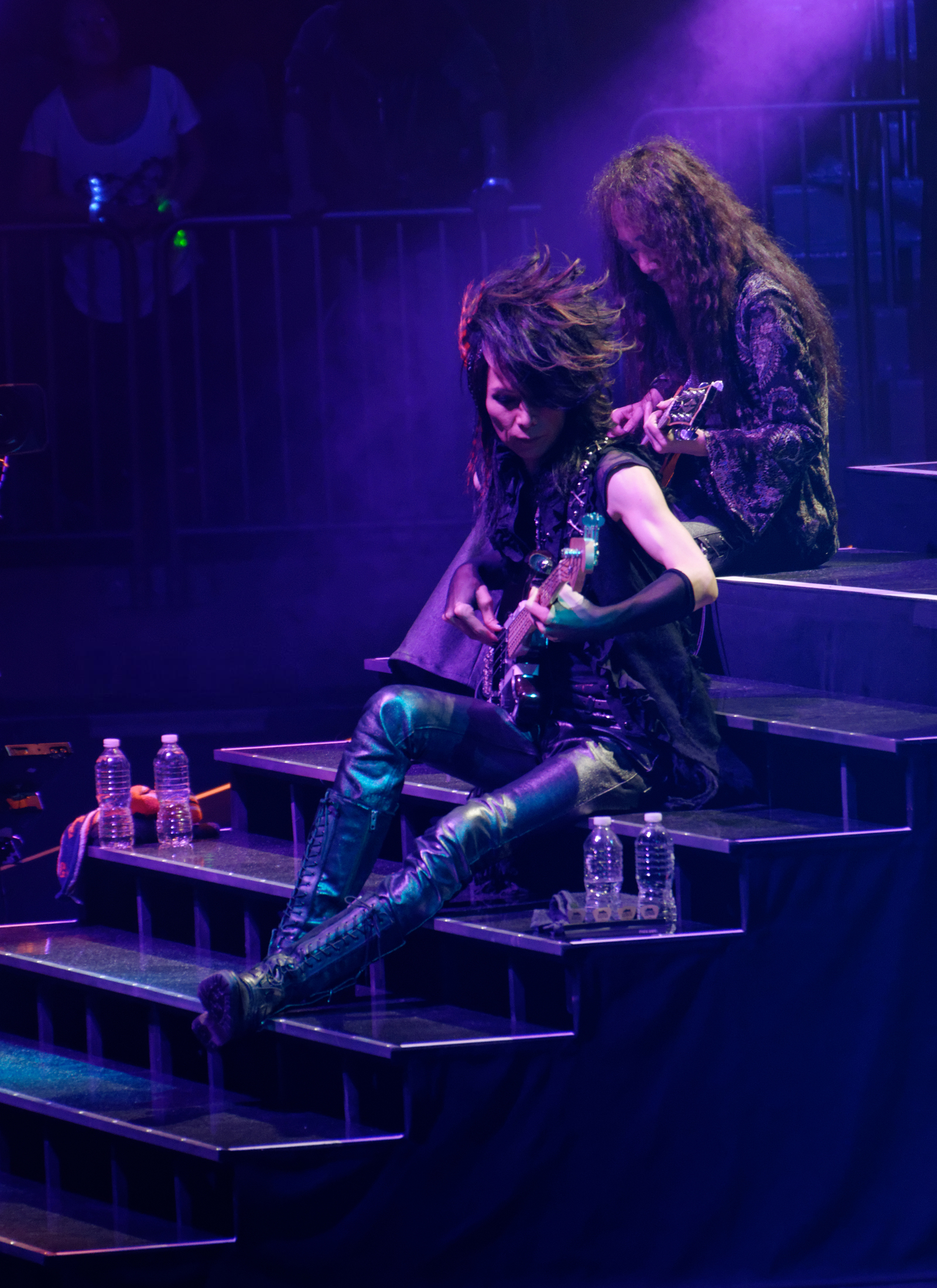
Pata és Heath a Madison Square Gardenben 2014-ben

A Sports Nippon újságban megjelent cikk szerint Toshi 2006 novemberében kereste fel Yoshikit Los Angelesben, ahol együtt dolgoztak a Without You című, hide emlékének szentelt dalon. Ezt követően felröppent a pletyka, hogy az X Japan újraegyesülhet, hogy Yoshiki turnét szeretne és Heath-szel, valamint Patával tárgyal ez ügyben. 10 év után először, 2007. október 22-én jelentek meg együtt az X Japan tagjai Tokióban, hogy videóklipet forgassanak az I.V. című új dalukhoz.
A 2011-es tóhokui földrengés és cunamit követően Heath Toshival lépett fel, nyolc koncertet adtak országszerte, akusztikus felállásban, a Luna Sea dobosa, Shinya és a Kanazavai Filharmonikus Zenekar részvételével. A bevételt teljes egészében a Japán Vöröskereszt kapta.
2022. november 29-én vendégként lépett fel Sugizo 25. évfordulós koncertjén  Zepp Hanedában. három dalban kísérte Sugizót basszusgitáron. Utolsó fellépésére 2023. augusztus 20-án került sor, amikor Yoshiki Evening / Breakfast with Yoshiki című eseményén a Rusty Nail című dalt adták elő. Két hónappal később Heath váratlanul elhunyt.

## Halála
2023. november 7-én a Dzsoszei Seven újság szellőztette meg Heath halálhírét. A lap a zenész egyik ismerősére hivatkozva megírta, hogy Heath az év eleje óta nem volt jól, majd amikor orvoshoz ment, előrehaladott rákkal diagnosztizálták. November 11-én hivatalos honlapján is bejelentették, hogy júniusban diagnosztizálták vastagbél- és végbélrákkal, majd októberben hirtelen romlani kezdett az állapota és október 29-én kórházban hunyt el. Azt is bejelentették, hogy Heath kívánságának megfelelően Yoshiki fog emlékkoncertet szervezni. November 28-án tartották meg a megemlékezést a tokiói Spotify O-East koncertteremben. Az eseményen mintegy tízezer rajongó és 100 híresség vett részt, köztük Pata és Sugizo, Yoshiki pedig zongorán adta elő az Endless Rain című dalt.

## Hangszerei
Heath Fernandes basszusgitárt használt, egy nevével fémjelzett FJB-115H-t. Korábban Burny gitárokon játszott, DB-85H, WB-X és EB-X típusúakon.

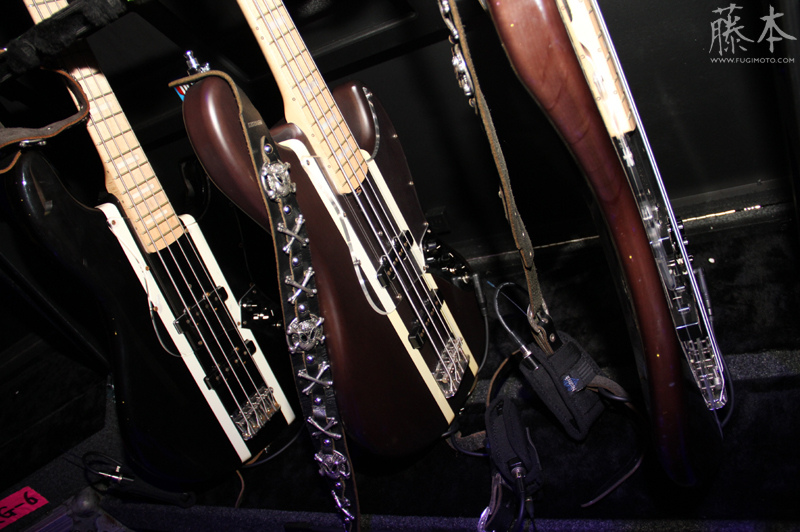
Heath basszusgitárjai a 2011-es brazil koncert előtt a backstage-ben

## Diszkográfia

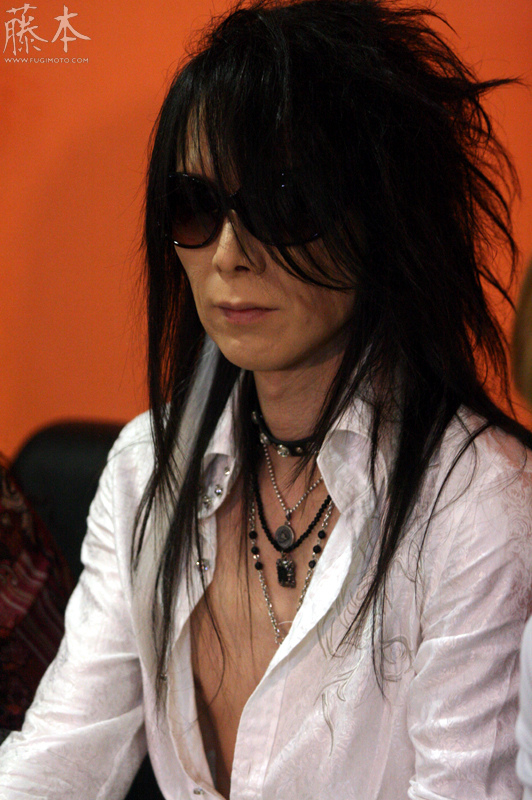
Heath 2011-ben

### Szólóelőadóként
Stúdióalbumok
- Heath (1995)
- Gang Age Cubist (1998), Oricon-helyezés: #43[27]
- Desert Rain (2006)

Kislemezek
- Meikjú no lovers (迷宮のラヴァーズ?, ’1996’), Oricon-helyezés: #10[28]

A Conan, a detektív anime betétdala.
- Traitor (1997) #35[28]

A Toro Asia televíziós sorozat és a Phantasmagoria videójáték betétdala.
- Crack Yourself (1998) #76[28]
- New Skin (2005)
- Come to Daddy (2005)
- The Live (2005)
- Solid (2006)
- Sweet Blood (2009)

Közreműködések
- Yoshiki ft. Hyde: Red Swan (basszusgitár)

VHS/DVD
- Heath (1995)
- Heath of All Films 1995.02.22 ~ 1997.12.31 (1998)

Ddigitális fotó- és videomegjelenés
- Solid (2005, CD-ROM)
- Six Nine Cell (CD-ROM)
- Innosent World (2007, CD-ROM)

Könyvek
- Heath (1993, kottagyűjtemény)

### Együttesben
A Paranoiával
- Come From Behind (1987, stúdióalbum)

A Dope HEADzzel
- Glow (2001, kislemez) #35[29]
- True Lies (2001, kislemez) #35[29]
- Primitive Impulse (2001, stúdióalbum) #20[30]
- Planet of the Dope (2002, stúdióalbum) #59[30]

A Ratsszel
- Traitor (2004, kislemez)

Az X Japannel

## Fordítás
- Ez a szócikk részben vagy egészben  a   Heath (musician) című angol Wikipédia-szócikk fordításán alapul.  Az eredeti cikk szerkesztőit annak laptörténete sorolja fel. Ez a jelzés csupán a megfogalmazás eredetét és a szerzői jogokat jelzi, nem szolgál a cikkben szereplő információk forrásmegjelöléseként.